# Empis unicolor
Empis unicolor är en tvåvingeart som beskrevs av Brulle 1833. Empis unicolor ingår i släktet Empis och familjen dansflugor. Inga underarter finns listade i Catalogue of Life.